# SVG-edit
SVG-edit é intencionado para utilizadores que precisem de fazer edições rápidas em arquivos de extensão SVG e não querem utilizar software proprietário ou de open-source que requer instalação.

## Navegadores suportados
- Firefox 1.5+
- Opera 9.5+
- Safari 4.0+
- Chrome 1+
- Internet Explorer 6.0 (com o Chrome Frame Plugin)[1]

SVG-edit é um aplicativo de dispositivos  baseado na web Firefox Mozilla, é uma ferramenta web desenvolvida em JavaScript, que também foi feita para extensões de navegadores, como um Chrome App  e um widget independente para o Opera. Uma versão de edição SVG experimental de extensão ao MediaWiki utiliza o SVG-edit.

## Componentes
SVG-edit consiste em dois grandes componentes: o svg-editor.js e svgcanvas.js. Estes componentes trabalham em cooperativismo. O ficheiro svgcanvas.js pode ser utilizado fora do SVG-edit, permitindo aos desenvolvedores interfaces alternativos ao canvas. Não confundir este termo com HTML5 Canvas element, canvas é a área de desenho (div) aqui. Funciona dentro do escopo cliente-servidor sendo a sua funcionalidade baseada principalmente no lado do cliente.

## História das Versões
SVG-edit foi primeiro anunciado por Narendra Sisodiya em 6 Feb 2009 na sua versão mínima. A versão 2.0 foi desenvolvida por Pavol Rusnak e anunciada em 3 Junho 2009. A versão estável atual é 2.6.
- 2.5 Bicorn (15 de Junho de 2010)
- 2.4 Arbelos (11 de Janeiro de 2010)
- 2.3 (8 de Setembro de 2009)
- 2.2 (8 de Julho de 2009)
- 2.1 (17 de Junho de 2009)
- 2.0 (3 de Junho de 2009)
- 1.0 (13 de Fevereiro de 2009)

Para saber mais sobre as versões anteriores visite o wiki do projeto.

## Características
Alguns dos mais importantes recursos do programa são:
- Desenho a mão-livre
- Linhas e poli-linhas
- Retângulos e quadrados
- Círculos e elipses
- Polígonos e arcos
- Textos com estilos
- Imagens raster
- Selecionar, mover, rodar e redimensionar
- Desfazer e refazer
- Seleção de cores e degrades
- Degrades lineares e radiais
- Agrupar e desagrupar
- Alinhar
- Zoom
- Camadas
- Converter formas em path
- Modo de wireframe
- Guardar desenho em SVG
- Editar o código SVG
- Localização do UI
- UI escalável (icons SVG)
- Canvas escalável
- Suporte a idiomas
- Tela redimensionável
- Interface do usuário redimensionável
- Setas e conectores
- Arquitetura baseada em plugins
- Conta-gotas (seleção de cores)
- Contorno
- Junção e fim de linha
- Exportar para PNG
- Biblioteca de figuras
- Recortar, copiar e colar
- Opções configuráveis
- Gradientes radiais
- Suporte para língua markup (MathML)

Outros recursos estão para ser implementados, para saber mais consulte o Roadmap
SVG-edit funciona diretamente no navegador, mas existem diversos projetos paralelos como um Add-on para Firefox, um Widget para Opera, um Gadget para o Google Wave, entre outros.